# Мышцы нижних конечностей человека
Мышцы нижних конечностей человека делятся на мышцы тазового пояса, мышцы бедра, мышцы голени и мышцы стопы.

## Мышцы тазового пояса
Тазовый пояс почти неподвижно сочленён с крестцовым отделом позвоночника, поэтому не существует мышц, приводящих его в движение. Мышцы, расположенные на тазе, приводят в движение ногу в тазобедренном суставе и позвоночник.

### Передняя группа
| Мышца                                   | Особенность                                                                | Начало | Прикрепляется                    | Функция |
| --------------------------------------- | -------------------------------------------------------------------------- | --- | -------------------------------- | --- |
| Подвздошно-поясничная мышца m.iliopsoas | Состоит из двух мышц: большой поясничной и подвздошной мышцы               | Большая поясничная мышца прикрепляется к боковым поверхностям и межреберным дискам 12 грудного позвонка и 4 верхних поясничных позвонков. Подвздошная мышца начинается от подвздошной ямки и передней подвздошной ости подвздошной кости(верхнего и нижнего) | К малому вертелу бедренной кости | Сгибает тазобедренный сустав до соприкосновения бедра с передней брюшной стенкой; вращает бедро снаружи. При фиксированном бедре сгибает поясничную часть позвоночника |
| Малая поясничная мышца m.psoas.minor    | Может отсутствовать. Иногда выделяют как часть подвздошно-поясничной мышцы | Прилегает к большой поясничной мышце | Подвздошно-лобковое возвышение   | Натягивает подвздошную фасцию и участвует в сгибании позвоночного столба                                                                                               |

### Задняя группа
| Мышца                                                           | Начало | Прикрепление | Функция |
| --------------------------------------------------------------- | --- | --- | --- |
| Большая ягодичная мышца m.gluteus.maximus                       | Наружная (ягодичная) поверхность подвздошной кости, пояснично-грудной фасции, боковых частей крестца и копчика и от крестцово-бугорной связки | Передняя часть пучков переходит в широкую фасцию бедра. Задняя часть пучков прикрепляется к ягодичной бугристости бедренной кости. | Разгибает ногу в тазобедренном суставе; при фиксированных ногах разгибает туловище |
| Средняя ягодичная мышца m.gluteus.medius                        | Наружная (ягодичная) поверхность подвздошной кости                                                                                            | Верхушка и наружная поверхность большого вертела                                                                                   | Отводит бедро в тазобедренном суставе. Сокращением только передних волокон вращает бедро внутрь, сокращением задних — наружу. При фиксированой ноге отводит (наклоняет в сторону) таз |
| Малая ягодичная мышца m.gluteus.minimus                         | Наружная (ягодичная) поверхность подвздошной кости                                                                                            | Передняя поверхность большого вертела                                                                                              | Отводит бедро в тазобедренном суставе. Сокращением только передних волокон вращает бедро внутрь, сокращением задних — наружу. При фиксированой ноге отводит (наклоняет в сторону) таз |
| Напрягатель широкой фасции бедра m.tensor.fasciae.latae         | Верхняя передняя подвздошная ость | Переход в широкую фасцию бедра | Напрягает широкую фасцию; участвует в сгибании и пронации бедра |
| Грушевидная мышца m.piriformis                                  | Тазовая поверхность крестца (II—IV крестцовые позвонки)                                                                                       | Верхушка большого вертела бедренной кости                                                                                          | Вращает бедро наружу |
| Внутренняя запирательная мышца m.obturator.internus             | Внутренняя поверхность запирательной мембраны, края запирательного отверстия, запирательная фасция                                            | Медиальная поверхность большого вертела бедренной кости                                                                            | Вращает бедро наружу |
| Верхняя и нижняя близнецовые мышцы m.gemellus.superior inferior | Седалищная ость/бугор | Большой вертел бедренной кости | Вращают бедро наружу |
| Наружная запирательная мышца m.obdurator.externus               | Наружная поверхность запирательной мембраны,наружная поверхность лобковой кости и ветвь седалищной кости                                      | Вертельная ямка большого вертела, капсула тазобедренного сустава                                                                   | Вращает бедро наружу |
| Квадратная мышца бедра m.quadratus.femoris                      | Лежит книзу от нижней близнецовой мышцы под нижним краем большой ягодичной мышцы.                                                             | Межвертоловая борозда бедренной кости                                                                                              | Вращает бедро наружу |

## Мышцы бедра

### Передняя группа
| Мышца                                           | Начало | Прикрепление                                                        | Функция |
| ----------------------------------------------- | --- | ------------------------------------------------------------------- | --- |
| Портняжная мышца m.sartorius                    | Верхняя передняя подвздошная ость | Бугристость большеберцовой кости, вплетается в фасцию голени        | Сгибает ногу в тазобедренном и коленном суставах: вращает голень внутрь, а бедро — наружу                                |
| Четырёхглавая мышца бедра m.quadriceps. femoris | Состоит из четырех головок: прямая мышца бедра — начинается от нижней передней подвздошной ости, надвертлужной борозды; медиальная широкая мышца бедра — начинается от медиальной губы шероховатой линии бедра; латеральная широкая мышца бедра — начинается от большого вертела, межвертельной линии и латеральной губы широкой линии бедра; промежуточная широкая мышца бедра — начинается от межвертельной линии | Все четыре головки прикрепляются к бугристости большеберцовой кости | Разгибает ногу в коленном суставе; прямая мышца, действуя отдельно, сгибает ногу в тазобедренном суставе до прямого угла |

### Медиальная группа
| Мышца                                       | Начало                                                                           | Прикрепление                                                                                              | Функция                                                                        |
| ------------------------------------------- | -------------------------------------------------------------------------------- | --- | ------------------------------------------------------------------------------ |
| Гребенчатая мышца m.pectineus               | Лобковый гребень, верхняя ветвь лобковой кости                                   | Проксимальная часть бедренной кости (между задней поверхностью малого вертела и шероховатой линией бедра) | Сгибает ногу в тазобедренном суставе, одновременно приводя её и вращая наружу  |
| Тонкая мышца m.gracilis                     | Нижняя сторона лобкового симфиза, нижняя ветвь лобковой кости                    | Бугристость большеберцовой кости                                                                          | Приводит отведённую ногу; принимает участие в сгибании ноги в коленном суставе |
| Длинная приводящая мышца m.adductir.longus  | Наружная поверхность лобковой кости (между лобковым гребнем и лобковым симфизом) | Медиальная губа шероховатой линии бедра                                                                   | Приводит бедро и вращает его наружу; сгибает бедро                             |
| Короткая приводящая мышца m.adductor.brevis | Наружная поверхность тела и нижняя ветвь лобковой кости                          | Шероховатая линия бедренной кости                                                                         | Приводит бедро и вращает его наружу; сгибает бедро                             |
| Большая приводящая мышца m.adductor.magnus  | Седалищный бугор, ветвь седалищной кости, нижняя ветвь лобковой кости            | Медиальная губа шероховатой линии                                                                         | Приводит бедро и вращает его наружу; разгибает бедро                           |

### Задняя группа
| Мышца                                    | Начало | Прикрепление | Функция |
| ---------------------------------------- | --- | --- | --- |
| Полусухожильная мышца m.semitendinosus   | Седалищный бугор | Верхняя часть большеберцовой кости | Разгибает ногу в тазобедренном суставе и сгибает в коленном. При фиксированной конечности вместе с большой ягодичной мышцей разгибает туловище в тазобедренном суставе. При согнутом колене вращает голень внутрь |
| Полуперепончатая мышца m.semimembranosus | Седалищный бугор | Сухожилие полуперепончатой мышцы разделяется на 3 пучка, один из которых присоединяется к большеберцовой коллатеральной связке; другой образует косую подколенную связку, третий переходит в фасцию подколенной мышцы и прикрепляется к линии камбаловидной мышцы большеберцовой кости | Разгибает ногу в тазобедренном суставе и сгибает в коленном. При фиксированной конечности вместе с большой ягодичной мышцей разгибает туловище в тазобедренном суставе. При согнутом колене вращает голень внутрь |
| Двуглавая мышца бедра m.biceps.femoris   | Длинная головка — верхнемедиальная поверхность седалищного бугра, крестцово-подвздошной связки Короткая головка — латеральная губа шероховатой линии, верхняя часть латерального надмыщелка, латеральная межмышечная перегородка бедра | Головка малоберцовой кости, наружная поверхность латерального мыщелка большеберцовой кости | Разгибает ногу в тазобедренном суставе и сгибает в коленном. При фиксированной конечности вместе с большой ягодичной мышцей разгибает туловище в тазобедренном суставе. При согнутом колене вращает голень наружу |
| Подколенная мышца m.popliteus            | Латеральный надмыщелок бедра и капсула коленного сустава | Проксимальный отдел задней поверхности большеберцовой кости | Поворачивает голень внутрь |

## Мышцы голени

### Передняя группа
| Мышца                                                          | Функция                                                              |
| -------------------------------------------------------------- | -------------------------------------------------------------------- |
| Передняя большеберцовая мышца m.tibialis.anterior              | Разгибает и приводит стопу, поднимая её медиальный край (супинирует) |
| Длинный разгибатель пальцев m.extensor.digitorum.longus        | Разгибает пальцы ноги, пронирует стопу                               |
| Длинный разгибатель большого пальца m.extensor.hallucis.longus | Разгибает большой палец ноги и стопу, несколько супинируя её         |

### Латеральная группа
| Мышца                                         | Функция                                       |
| --------------------------------------------- | --------------------------------------------- |
| Длинная малоберцовая мышца                    | Пронирует и сгибает стопу                     |
| Короткая малоберцовая мышца m.peroneus.brevis | Пронирует и сгибает стопу, а также отводит её |

### Задняя группа, поверхностный слой
| Мышца                                   | Функция                                                             |
| --------------------------------------- | ------------------------------------------------------------------- |
| Трёхглавая мышца голени m.triceps.surae | Сгибает стопу; икроножная мышца сгибает ногу в коленном суставе     |
| Подошвенная мышца m.plantaris           | Натягивает капсулу коленного сустава при сгибании и вращении голени |

### Задняя группа, глубокий слой
| Мышца                                                            | Функция                                                           |
| ---------------------------------------------------------------- | ----------------------------------------------------------------- |
| Подколенная мышца m.popliteus                                    | Сгибает ногу в коленном суставе, после чего вращает голень внутрь |
| Длинный сгибатель пальцев m.flexor.digitorum.longus              | Сгибает пальцы ноги и стопу                                       |
| Задняя большеберцовая мышца m.tibialis.posterior                 | Сгибает и супинирует стопу; при стоянии прижимает пальцы к земле  |
| Длинный сгибатель большого пальца стопы m.flexor.hallucis.longus | Сгибает большой палец ноги, супинирует стопу                      |

## Мышцы стопы

### Тыльная группа
| Мышца                                                                 | Функция                      |
| --------------------------------------------------------------------- | ---------------------------- |
| Короткий разгибатель пальцев m.extensor.digitorum.brevis              | Разгибает пальцы ноги        |
| Короткий разгибатель большого пальца стопы m.extensor.hallucis.brevis | Разгибает большой палец ноги |

### Медиальная группа
| Мышца                                                             | Функция                                   |
| ----------------------------------------------------------------- | ----------------------------------------- |
| Короткий сгибатель большого пальца стопы m.flexor.hallucis.brevis | Сгибает большой палец стопы               |
| Мышца, приводящая большой палец стопы m.adductor.hallucis         | Сгибает и приводит большой палец стопы    |
| Мышца, отводящая большой палец стопы m.abductor.hallucis          | Отводит большой палец от середины подошвы |

### Латеральная группа
| Мышца                                                                 | Функция                                                      |
| --------------------------------------------------------------------- | ------------------------------------------------------------ |
| Мышца, отводящая V палец стопы m.abductor.digiti minimi               | Сгибает основную фалангу малого пальца и тянет её латерально |
| Короткий сгибатель V пальца стопы m.flexor.digiti minimi brevis pedis | Сгибает основную фалангу мизинца                             |

### Средняя группа
| Мышца                                                            | Функция |
| ---------------------------------------------------------------- | --- |
| Короткий сгибатель пальцев m.flexor.digitorum.brevis             | Сгибает пальцы ноги |
| Квадратная мышца подошвы m.quadratus.plantae                     | Установление продольного направления тяги длинного сгибателя пальцев, сухожильные пучки которого подходят к пальцам косо                                                       |
| Червеобразные мышцы стопы mm.lumbricalis                         | Сгибают основные фаланги, выпрямляя средние и ногтевые |
| Подошвенные межкостные мышцы mm.interossei.dorsales.et.plantares | Смещают пальцы по сагиттальной оси, то есть приводят и отводят их |
| Тыльные межкостные мышцы m.interossei.dorsales                   | Тыльный межкостный мускул I движет II палец в медиальном направлении; II, III, IV пальцы тянут в латеральном. Все четыре мускула сгибают основную фалангу трёх средних пальцев |